# Dorota Kobiela

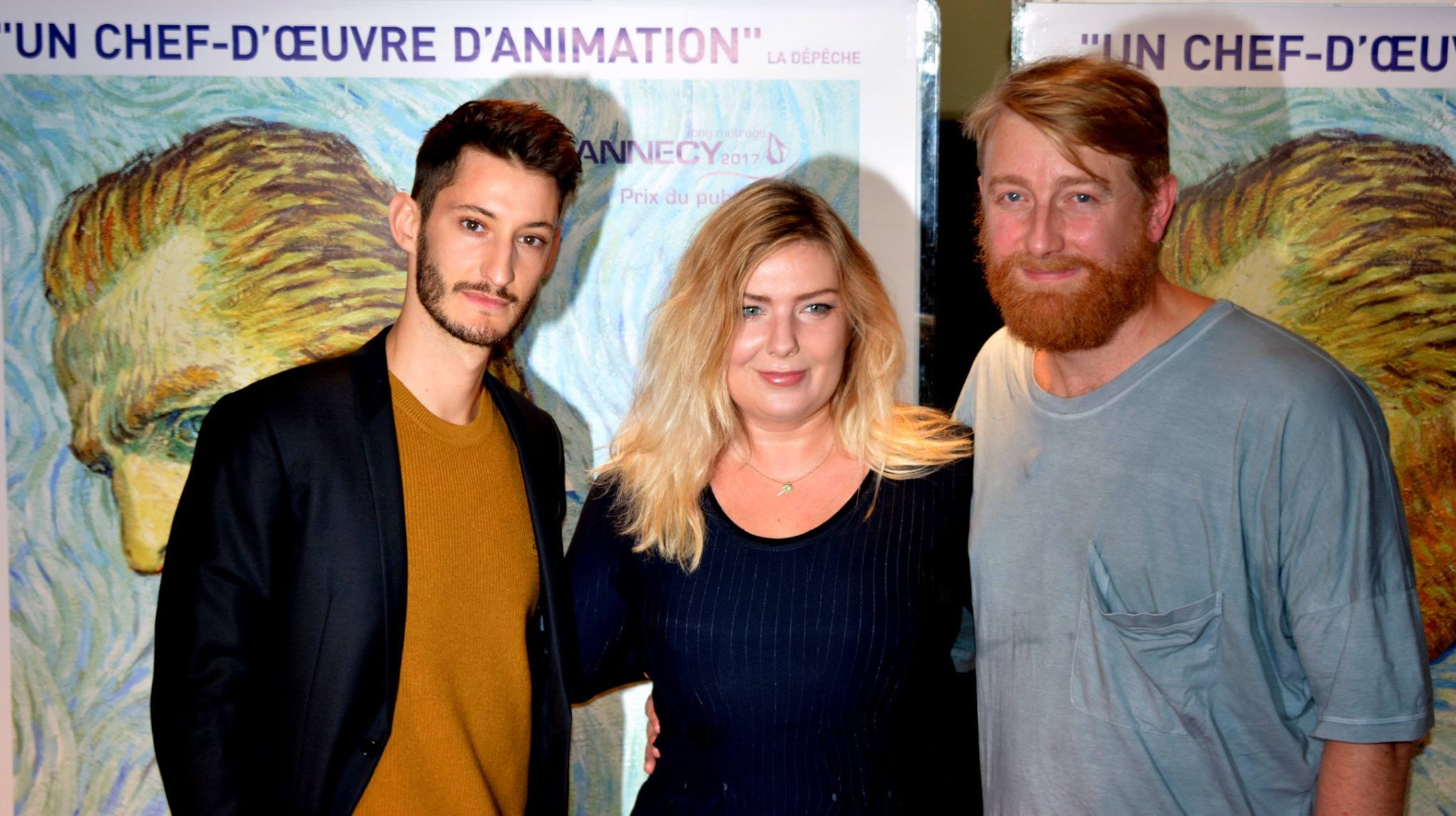
Dorota Kobiela (Mitte) neben ihrem Ehemann Hugh Welchman (rechts) bei einer Vorpremiere des Films Loving Vincent

Dorota Kobiela (* 1978 in Bytom) ist eine polnische Malerin, Animationskünstlerin, Regisseurin und Drehbuchautorin. Für ihren Animationsfilm Loving Vincent war sie im Jahre 2018 für einen Oscar nominiert.

## Leben
Die polnische Malerin und Animationskünstlerin Dorota Kobiela wurde 1978 in Bytom geboren. Sie ist eine Absolventin der Akademie der Bildenden Künste in Warschau. Sie wurde in vier aufeinanderfolgenden Jahren für besondere Leistungen in Malerei und Grafik mit dem „Kulturstaatsstipendium“ ausgezeichnet. Durch Freunde entdeckte Kobiela Animation und Film, stürzte sich in diese neuen künstlerischen Disziplinen und besuchte die Warschauer Filmschule.
2004 veröffentlichte sie die animierten Kurzfilme The Letter und Love me, im darauffolgenden Jahr Mr.Bear und 2006 ihren ersten Live-Action-Kurzfilm The Hart in Hand. Im Jahr 2011 folgten Chopins Zeichnungen und Little Postman, der beim LA 3D Filmfestival als bester Stereoscopic-Kurzfilm ausgezeichnet wurde.
Für ihren sechsten animierten Kurzfilm, Loving Vincent, wollte Kobiela ihre Leidenschaft für Malerei und Film verbinden und den gesamten Film selbst malen. Als sie jedoch das Projekt zu einem Spielfilm erweiterte, war die Aufgabe des Schreibens und Regieführens so groß, dass sie sich mit der Überwachung der 95 engagierten Maler begnügen musste. Der Film, den sie erstmals im Juni 2017 im Rahmen des Festival d’Animation Annecy vorstellte, ist ihr Spielfilmdebüt und gilt als der erste Animationsfilm in Spielfilmlänge, bei dem Bild für Bild mit realen Personen gedrehte Szenen in Öl nachgemalt wurden. In dem Film erwachen die Bilder von Vincent van Gogh zum Leben, um den Tod ihres Schöpfers zu untersuchen und dabei zugleich seine Lebensgeschichte zu erzählen. Loving Vincent gewann mehrere Auszeichnungen, darunter der Europäische Filmpreis 2017 als bester Animationsfilm.
Dorota Kobiela ist mit dem britischen Animator Hugh Welchman verheiratet, mit dem gemeinsam sie bei Loving Vincent Regie führte.
Ende Juni 2018 wurde Kobiela ein Mitglied der Academy of Motion Picture Arts and Sciences, ebenso ihr Mann Hugh Welchman.

## Filmografie (Auswahl)
- 2011: The Flying Machine
- 2011: Chopin’s Drawings (Kurzfilm)
- 2011: Little Postman (Kurzfilm)
- 2017: Loving Vincent
- 2023: Das Flüstern der Felder (Chłopi)

## Auszeichnungen (Auswahl)
Europäischer Filmpreis
- 2017: Auszeichnung als Bester Animationsfilm (Loving Vincent)[7]

Festival d’Animation Annecy
- 2017: Auszeichnung mit dem Publikumspreis (Loving Vincent)[8]

Internationales Filmfestival Shanghai
- 2017: Auszeichnung als Bester Animationsfilm mit dem Golden Goblet (Loving Vincent)[9]

Oscar
- 2018: Nominierung als Bester Animationsfilm (Loving Vincent)

Polnisches Filmfestival Gdynia
- 2017: Nominierung als Bester Film für den Goldenen Löwen (Loving Vincent)[10]
- 2023: Nominierung als Bester Film für den Goldenen Löwen (Das Flüstern der Felder)
- 2023: Auszeichnung mit dem Sonderpreis der Jury (Das Flüstern der Felder)[11]